# 源保
源 保（みなもと の やす/たもつ）は、平安時代前期の貴族。嵯峨源氏、左大臣・源信の子。官位は従五位下・若狭守。

## 経歴
蔵人等を務め、陽成朝の元慶元年（877年）従五位下に叙爵。元慶5年（881年）兄弟の平・恭と共に奏請し、障害があったため、父・源信によって系譜から削除され無姓になっててしまった兄弟・尋に対する春朝臣姓の賜与を請い、許されている。元慶8年（884年）若狭守に任ぜられた。

## 官歴
『日本三代実録』による。
- 時期不詳：正六位上
- 元慶元年（877年） 正月3日：従五位下
- 元慶8年（884年） 3月9日：若狭守

## 系譜
『尊卑分脈』による。
- 父：源信
- 母：不詳
- 妻：不詳
  - 男子：源播